# Hrádok nad Pavúčou dolinou
Hrádok nad Pavúčou dolinou je přírodní rezervace v oblasti TANAP.
Nachází se v katastrálním území města Vysoké Tatry v okrese Poprad v Prešovském kraji. Území bylo vyhlášeno či novelizováno v roce 1991 na rozloze 105,1000 ha. Ochranné pásmo nebylo stanoveno.